# L'ultima magia
L'ultima magia (titolo originale inglese: Morgawr) è un romanzo del 2001 dello scrittore statunitense Terry Brooks. Si tratta del terzo ed ultimo libro della trilogia Il viaggio della Jerle Shannara, riconducibile all'opera fantasy del ciclo di Shannara. Continuazione diretta de Il labirinto, conclude l'avventura dell'equipaggio del vascello Jerle Shannara nella terra di Parkasia.

## Trama
Dopo essere stata sottoposta alla magia della Spada di Shannara, Grianne Ohmsford capisce che il druido Walker Boh e Bek Ohmsford le dicevano la verità: Bek è suo fratello e fu il Morgawr ad uccidere la sua famiglia e non Walker. Questa notizia, unita alla presa di coscienza per tutto il male che ha compiuto nei panni della Strega di Ilse la lascia in uno stato catatonico. Walker, morente in seguito allo scontro con Antrax, le impone, senza che lei se ne accorga, il proprio sangue sulla fronte designandola sua succeditrice nel ruolo di Druido, come secoli prima fece Allanon con Brin Ohmsford. Dopo aver constatato che la magia della Spada di Shannara ha dato i suoi frutti, si fa accompagnare da Truls Rohk in un lago nelle profondità di Castledown, dove poi viene accolto dallo spirito di Allanon. 
La Jerle Shannara comincia il viaggio di ritorno inseguita dal Morgawr e dalla sua flotta di zombie. La fuga s'interrompe su Mephitic, dove una Grianne appena ripresasi affronta il suo vero nemico aiutata dal fratello.
Una volta giunti di nuovo nelle Quattro Terre inizierà per i protagonisti una nuova vita. Ahren Elessedil riporta le Pietre Magiche a suo fratello, il Re degli Elfi, obbligandolo a mantenere la promessa che mesi prima egli aveva fatto a Walker: contribuire alla rinascita dei Druidi. Grianne decide di tentare di espiare le sue colpe guidando la ricostruzione dell'Ordine dei Druidi in qualità di Ard Rhys (ovvero di Druido Supremo), così come desiderato da Walker Boh. Bek e Rue Meridian, la sorella di Redden Alt Mer, il corsaro al comando della Jerle Shannara, innamoratisi durante il viaggio, vanno alla ricerca della casa in cui Grianne e Bek sono nati, per poi tornare sull'Altopiano di Leah.

## Personaggi
- Bek Ohmsford
- Morgawr
- Truls Rohk
- Ahren Elessedil
- Rue Meridian
- Redden Alt Mer
- Walker Boh

## Edizioni
- Terry Brooks, L'ultima magia, traduzione di Riccardo Valla, collana Mondadori Omnibus, Arnoldo Mondadori Editore, 2002,  pp. 318, ISBN 88-04-51037-4.